# Катастрофа E-190 под Актау
Катастрофа Embraer E190 под Актау — авиационная катастрофа, произошедшая утром 25 декабря 2024 года. Самолёт Embraer E190 «Азербайджанских авиалиний» выполнял пассажирский рейс № 8243 по маршруту Баку—Грозный. По предварительным результатам расследования власти Азербайджана и авиакомпания сообщили, что самолёт потерпел крушение в Казахстане после «внешнего физического и технического воздействия». Согласно азербайджанским правительственным источникам, самолёт был поражён российской ракетой класса «земля-воздух» «в момент активности беспилотников» в небе над Грозным. Осколки ракеты поразили пассажиров и членов экипажа, взорвавшись рядом с самолётом. Один из азербайджанских источников, знакомых с ходом расследования, сообщил агентству Reuters, что предварительные результаты показали, что самолёт был поражён российской системой ПВО «Панцирь-С», а его системы связи были парализованы системами радиоэлектронной борьбы на подлёте к Грозному.
На подлёте к Актау, сделав две петли над аэропортом, самолёт рухнул рядом со взлётно-посадочной полосой (ВПП) и загорелся. На борту самолёта находилось 67 человек (62 пассажира и 5 членов экипажа), из них выжило 29, включая двух членов экипажа. На уцелевшей после падения хвостовой части самолёта, а также на плоскостях киля и рулей высоты были обнаружены многочисленные отверстия (некоторые из них видны и на кадрах из салона ещё летевшего самолёта), которые, как отмечают эксперты, могли быть вызваны поражающими элементами ракет средств ПВО. Выжившие пассажиры говорили, что слышали звуки взрывов в небе над Грозным после попыток неудачной посадки.
Через три дня после авиакатастрофы президент России Владимир Путин принёс извинения президенту Азербайджана Ильхаму Алиеву в связи с тем, что «трагический инцидент произошёл в воздушном пространстве России». В разговоре было отмечено, что следовавшее чётко по расписанию азербайджанское пассажирское воздушное судно неоднократно пыталось зайти на посадку в аэропорт города Грозный. В это время Грозный, Моздок и Владикавказ атаковали украинские боевые беспилотные летательные аппараты, и российские средства ПВО отражали эти нападения. При этом Путин так и не признал, что именно работа ПВО стала причиной падения судна. Алиев, в свою очередь подчеркнул, что наличие множественных отверстий в корпусе самолёта, характер ранения пассажиров и членов экипажа инородными фрагментами подтверждают факт «физического и технического воздействия извне». На следующий день Алиев заявил, что самолёт «был приведён в неуправляемое состояние средствами радиоэлектронной борьбы», что стало первым повреждением, затем в результате обстрела с земли сильно пострадала хвостовая часть судна, при этом добавив, что самолёт был сбит не специально, но российской стороне следовало бы своевременно признать свою вину в инциденте и принести извинения Азербайджану. Он также выразил сожаление из-за того, что российская сторона хотела «замять вопрос» по поводу причин крушения», и указал, что ещё 27 декабря потребовал от России извинений перед Азербайджаном, признания своей вины, наказания виновных и привлечения их к уголовной ответственности, а также компенсаций азербайджанскому государству, пострадавшим пассажирам и членам экипажа.

## Самолёт
Потерпевшее катастрофу воздушное судно Embraer ERJ-190AR (заводской номер 19000630), оснащённое двумя двигателями General Electric CF34-10E5, было построено в 2013 году. 22 июля 2013 года самолёт вылетел из аэропорта Сан-Жозе-дус-Кампус, завода Embraer, где был выпущен, в Баку через аэропорты Натала, Лас-Пальмаса и Пальма-де-Мальорки. 24 июля, по прибытии в Баку, самолёт получил местный регистрационный знак 4K-AZ65 и имя «Гусар» в честь одноимённого города в Азербайджане и в дальнейшем эксплуатировался «Азербайджанскими авиалиниями» и с 2017 по 2023 их дочерней авиакомпанией Buta Airways.
Незадолго до катастрофы, с 25 декабря 2023 года по 19 октября 2024, самолёт простаивал в аэропорту Баку, где базируется авиакомпания. 18 октября 2024 года, за день до того, как самолёт возобновил оперирование в авиакомпании, он прошёл технический осмотр — с того момента самолёт пробыл в воздухе 671 час.
За всю свою историю воздушное судно совершило 9949 посадок и налетало 15257 часов.

## Экипаж и пассажиры
Состав экипажа:
- Командир воздушного судна (КВС) — Игорь Кшнякин (погиб). Налетал более 15 000 часов, из них 11 200 часов — в качестве командира экипажа[29].
- Второй пилот — Александр Кальянинов (погиб).
- Старший бортпроводник — Хокума Алиева (погибла).
- Бортпроводник — Зульфугар Асадов.
- Бортпроводник — Айдан Рагимли.

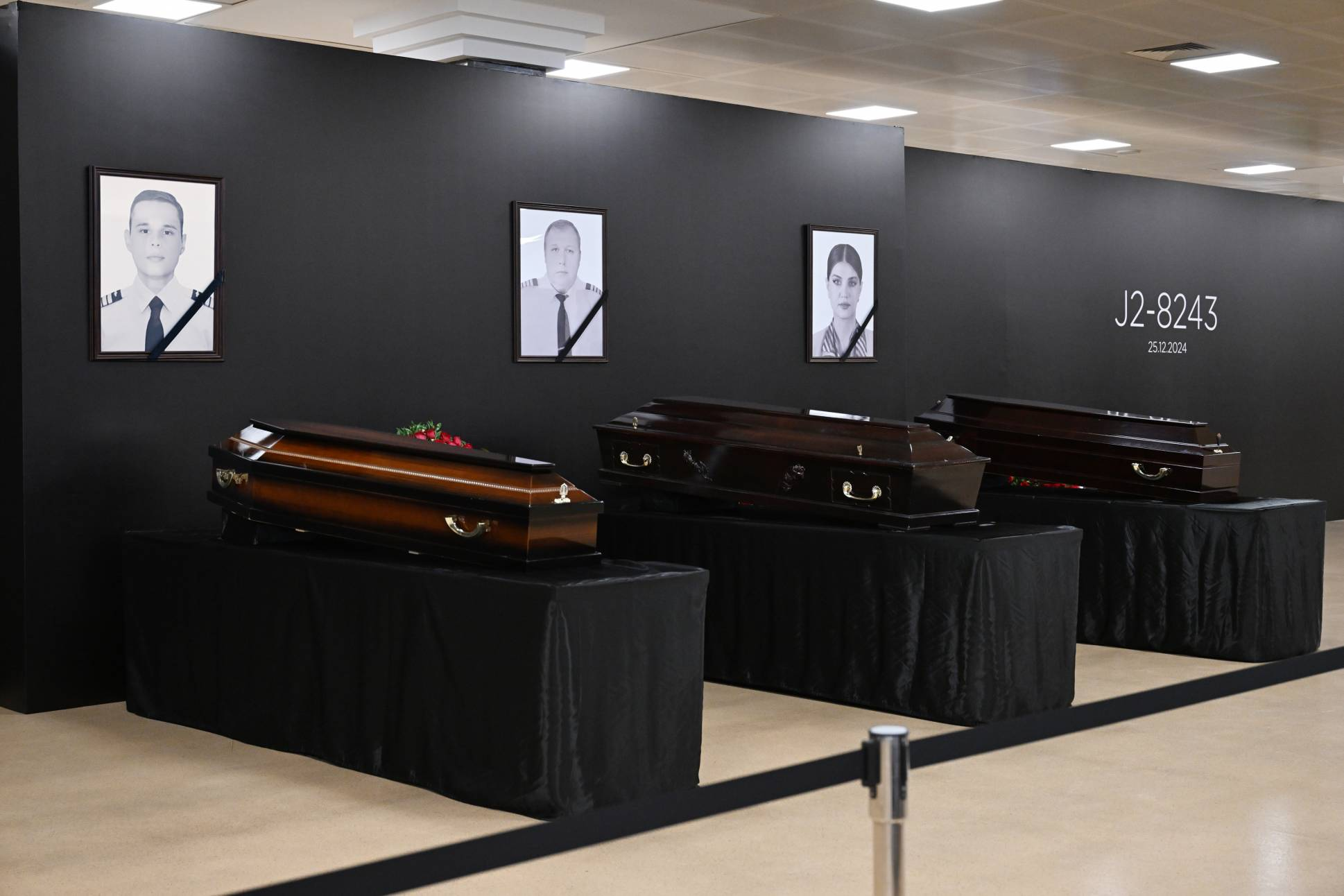
Церемония прощания с погибшими членами экипажа рейса J2-8243. Международный аэропорт имени Гейдара Алиева

«Азербайджанские авиалинии» опубликовали список из 62 пассажиров и 5 членов экипажа, находившихся на борту самолёта, из них 42 были гражданами Азербайджана, 16 — гражданами Российской Федерации, 6 — гражданами Казахстана, 3 — гражданами Кыргызстана.
Половина находившихся на борту граждан Азербайджана были из города Балакен, расположенного у границы с Россией. Многие из них были трудовыми мигрантами, либо их родственниками. Из-за закрытых сухопутных границ, ездить в Россию или к родственникам или на заработки гражданам Азербайджана приходится только по воздуху.
Весь экипаж состоял из граждан Азербайджана. Выжили два члена экипажа, оба пилота погибли. По словам друга командира судна Игоря Кшнякина, услышав новость о крушении самолёта, он сразу позвонил пилоту. Тот был ещё жив и сказал, что «в плохом состоянии», после чего связь оборвалась и дозвониться до Кшнякина больше не удалось.
26 декабря Министерство здравоохранения Азербайджана опубликовало список 26 граждан страны, погибших в результате крушения самолёта. Самой старшей из них было 64 года, а младшей — 19. В этот же день Министерство по чрезвычайным ситуациям Казахстана опубликовало список граждан страны, погибших при крушении самолёта. Самой старшей из них было 49 лет, а младшему — 11. Днём ранее был опубликован список погибших в авиакатастрофе граждан России, самому младшему из которых было 13 лет.
Распоряжением президента Ильхама Алиева от 29 декабря 2024 года «за высокий профессионализм, мужество и самоотверженность, проявленные при исполнении служебных обязанностей и спасении жизней пассажиров» погибшим членам экипажа — пилотам Игорю Кшнякину и Александру Кальянинову и старшей бортпроводнице Хокуме Алиевой — было присвоено звание Национальных героев Азербайджана (посмертно), а выжившие бортпроводники Зульфугар Асадов и Айдан Рагимли были награждены орденами «Доблесть» I степени.
30 декабря специальным самолётом на родину были отправлены последние трое граждан Азербайджана, пострадавших в авиакатастрофе и находившихся в течение 6 дней на лечении в реанимационном отделении Мангистауской областной многопрофильной клиники.
| Гражданство | Пассажиры | Экипаж | Всего | Выжившие пассажиры | Выживший экипаж |
| ----------- | --------- | ------ | ----- | ------------------ | --------------- |
| Азербайджан | 37        | 5      | 42    | 14                 | 2               |
| Россия      | 16        | 0      | 16    | 9                  |                 |
| Казахстан   | 6         | 0      | 6     | 0                  |                 |
| Кыргызстан  | 3         | 0      | 3     | 3                  |                 |
| Всего       | 62        | 5      | 67    | 26                 | 2               |

## Ход событий

### Происшествие

Схема полёта рейса 8243 (пунктирной линией обозначен отрезок между точками пропажи и появления судна на записи полёта в онлайн-сервисе Flightradar24)

#### События в небе над Северным Кавказом и Каспийским морем
25 декабря в 03:55 UTC (7:55 местного времени, UTC+4) самолёт вылетел из международного аэропорта «Гейдар Алиев» в Баку и направился в аэропорт Грозного, где должен был приземлиться в 5:10 UTC (8:10 местного времени, UTC+3). Примерно в 04:25 UTC (07:25 по московскому) в районе города Каспийск отметка судна исчезла c записи полёта в онлайн-сервисе Flightradar24.
При подлёте к аэропорту назначения самолёт перенаправили в аэропорт «Уйташ» (Махачкала), согласно пресс-службе аэропорта Грозного, из-за тумана, хотя в опубликованных, но неверифицированных записях радиообмена пилота с диспетчером о тумане нет ни слова. Судя по этим записям, в 08:11 по местному времени командир сообщил диспетчеру, что уходит на Баку, через минуту — что оба GPS потеряны, а в 08:16 — что у самолёта отказало управление, предполагая, что был «удар птиц в кабине». В 08:17 пилот сообщил, что следует в Минеральные Воды, а в 08:20, узнав информацию о погоде там, попросил дать Махачкалу. В 08:22 пилот сообщил об отказе гидравлики, а через минуту — что пойдёт на Махачкалу.
Глава Росавиации Дмитрий Ядров рассказал 27 декабря, что командир самолёта дважды попытался посадить самолёт в аэропорту Грозного, но не смог. О неудачных попытках приземлиться в Грозном говорят также выжившие пассажиры и бортпроводники. Так, по словам одного из выживших Субхонкула Рахимова, пилоты пытались три раза посадить борт в Грозном, но «в третий раз что-то взорвалось». Взрыв, по словам Рахимова, не был похож на взрыв внутри самолёта. О взрыве снаружи судна рассказал и выживший бортпроводник Зульфугар Асадов. Другой пассажир Заур Мамедов также рассказал о взрывах. По словам выжившей бортпроводницы Айдан Рагимли, после первого удара открылись кислородные маски, и когда бортпроводники хотели обратиться к пассажирам, произошёл второй удар, во время которого бортпроводник Асадов получил травму левой руки, внутрь самолёта попали осколки. На кадрах из салона самолёта, снятых до крушения, видно, что в самолёте произошла разгерметизация, в креслах заметны дыры, а пассажиры говорят, что пострадавшим нужны средства перевязки. По словам Ядрова, в районе Грозного была «сложная обстановка»: из-за атаки украинских беспилотников «на гражданскую инфраструктуру в городах Грозный и Владикавказ» там был введён режим «Ковёр» (закрытие неба над определённой территорией), а аэропорт Грозного накрыл «плотный туман», и на высоте 500 метров не было видимости. Однако сообщений о закрытии аэропорта в столице Чечни утром 25 декабря не было ни в российских информационных агентствах, ни в телеграм-каналах. Более того, гендиректор аэропорта Грозного Альви Шахгириев заявил, что режим «Ковёр» вводили уже после того, как командир воздушного судна принял решение уйти на запасной аэродром. Руководитель полётов аэродрома в Грозном Джамлайл Баканаев позже также подтвердил, что план «Ковёр» был введён уже после того, как самолёт был сбит. Этим же утром секретарь Совбеза Чечни Хамзат Кадыров отчитался «об уничтожении всех беспилотников в небе над Чечнёй», а на следующий день его дядя, глава Чечни Рамзан Кадыров, наградил Хамзата Кадырова медалью «За заслуги перед Чеченской Республикой».
Близкий к российским спецслужбам телеграм-канал ВЧК-ОГПУ сообщил, что по словам допрошенного 29 декабря диспетчера из Грозного Али Идрисова, который вёл воздушное судно в момент трагедии, он не имел представления об атаке БПЛА и работе ПВО, а сам инцидент он якобы рассматривал до последнего, как столкновение с птицами, отталкиваясь от сообщения экипажа самолёта. О плане «Ковёр» Идрисову, как он уверяет, стало известно на 22-й минуте (в районе 08:21), то есть через пять минут после того, как экипаж самолёта сообщил о поражении судна, которое было по ошибке принято за столкновение с птицами. Согласно данным ВЧК-ОГПУ, в Грозном в момент поражения судна находились недавно доставленные из Сирии два «Панциря», С-300 и ЗРК «Бук», но пуски ракет производил только один расчёт: огонь по самолёту открыл расчёт «Панциря», который был установлен в Висаитовском районе, после ударов БПЛА по крыше спецподразделения «Ахмат». После допроса всех трёх военнослужащих смены (командира, оператора и водителя) уже точно ясно, что две ракеты были выпущены из «Панциря», и выпущены непосредственно в борт. Хотя один расчёт «Панциря» видел, что это гражданское судно и стрелять не стал, но из-за РЭБ не смог предупредить второй расчёт, который и выпустил две ракеты. Кто включил такой РЭБ, что ослепли и оглохли не только гражданские самолёты, но и сами средства ПВО, ещё не выяснено.
Не позже 06:07 UTC (когда отметка судна вновь появилась в записи полёта), находясь над Каспийским морем, экипаж самолёта подал сигнал 7700 (чрезвычайная ситуация). Когда отметка самолёта снова появилась в записи полёта, он уже двигался в сторону аэропорта Актау. В Росавиации сообщили, что «из-за возникшей нештатной ситуации на борту» решение уйти на запасной аэродром в Актау принял командир самолёта. Аварийная посадка выполнялась в режиме прямого ручного управления (direct mode).
По словам азербайджанских правительственных источников, повреждённому российской ракетой класса «земля-воздух» (в момент активности БПЛА в небе над Грозным) самолёту не было дано разрешение на посадку в российских аэропортах, несмотря на просьбы пилотов об экстренной посадке. Вместо этого пилотам приказали лететь через Каспийское море в сторону Актау. Согласно данным, полученным корреспондентами Euronews, системы GPS-навигации самолёта были заглушены на всём пути полёта над морем. Глава Росавиации Дмитрий Ядров, в свою очередь, заявил, что командиру предлагались другие аэропорты для посадки (какие именно, Ядров не сообщил), но он принял решение следовать в аэропорт Актау.
По словам военного обозревателя Русской службы Би-би-си, решение пилота заходить на посадку в Актау могло быть связано с тем, что аэропорт Актау расположен на пустынной равнине, его взлётно-посадочная полоса на 400 метров длиннее и на 20 метров шире, чем в аэропорту Махачкалы, в направлении которого поначалу следовал борт после возникновения нештатной ситуации, а ровная местность оставляла также шанс попытаться выполнить посадку вне аэродрома, тогда как более близкие аэродромы в Минеральных Водах, Владикавказе, Нальчике, Тбилиси и Махачкале расположены в горной или предгорной зоне, где заход на посадку выполняется по строгой схеме и требует безупречной работы как пилота, так и органов управления самолёта. Кроме того, по данным метеослужб, над всей территорией Северного Кавказа в тот день стояла довольно сильная и местами низкая облачность.

#### События в воздушном пространстве Казахстана

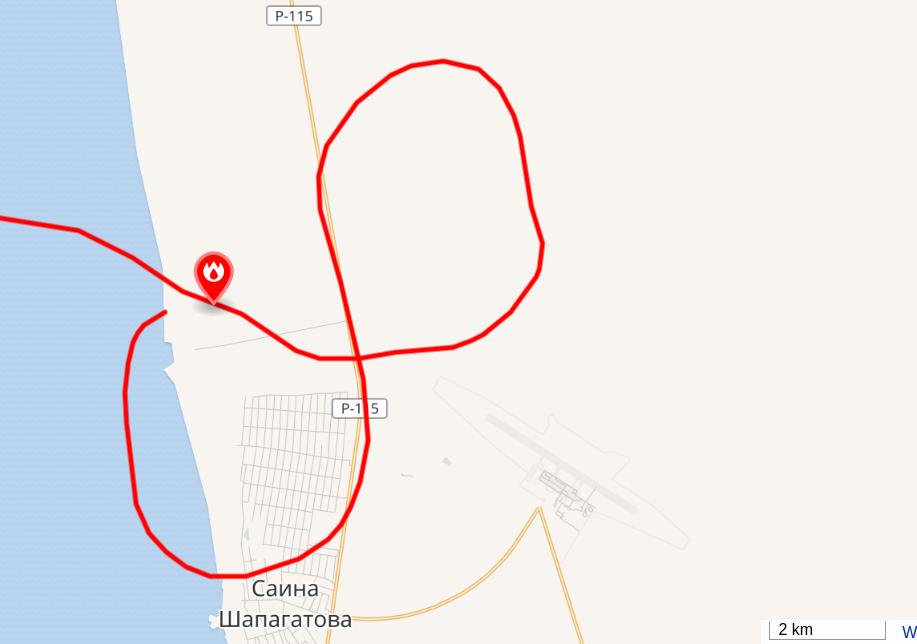
Схема последних минут полёта рейса J2-8243

В 06:02 UTC (11:02 местного времени, UTC+5) самолёт вошёл в воздушное пространство Казахстана. Траектория полёта двигавшегося в сторону аэропорта Актау самолёта была очень странной: судно постоянно меняло высоту и направление, плохо слушаясь управления. График высоты и вертикальной скорости самолёта указывал на то, что судно с трудом удерживало высоту более одного часа (с 05:14 UTC по 06:28 UTC). В 06:28 UTC (11:28 местного времени), находясь на низкой высоте с опущенным носом, самолёт после того, как сделал две петли над аэропортом Актау, столкнулся с землёй рядом с ВПП аэропорта, которая находится к северу от села Сайын. Чтобы избежать потерь среди гражданских, пилоты увели самолёт подальше от жилых домов села в сторону окрестностей авиагавани. Пилоты выпустили шасси, но посадить самолёт не смогли. Самолёт развалился на части, его хвостовая часть, где находилась большая часть выживших, отсоединилась и перевернулась. При столкновении начался пожар, который вскоре был потушен. Очевидцам авиакатастрофы удалось заснять последние секунды приземления. На месте происшествия были задействованы 150 спасателей и 45 единиц техники.
Как позже рассказал выживший бортпроводник самолёта Зульфугар Асадов, после того, как самолёт не смог сесть в Грозном из-за тумана, капитан был вынужден направить самолёт на посадку в другой, ближайший аэропорт. Затем снаружи самолёта раздался какой-то звук и Асадов сразу вышел в салон, среди пассажиров началась паника. После того, как бортпроводники успокоили пассажиров и те сели, Асадов решил пройти немного вперёд, но снаружи что-то ударило по его руке. У бортпроводника образовалась глубокая резаная рана. По словам Асадова, первоначально командир самолёта собирался совершить посадку на воду, так как, как сказал ему сам капитан, ему посоветовали посадить самолёт в море, но затем он решил совершить аварийное приземление на землю:
Пилоты приложили огромные усилия, чтобы посадить самолет. В конце концов передние шасси коснулись земли. Они предполагали, что земли должна коснуться либо передняя, либо задняя часть самолета. Я подумал, что переднее колесо коснулось земли. В этот момент, когда стюардесса тоже была там, передняя часть самолета отделилась и упала в другую сторону. Оставшаяся часть продолжала скользить по земле, пока не остановилась. Как только остановилась, самолет перевернулся и застыл в перевернутом положении. Люди оказались вниз головой.
Как отметил экс-заместитель Комитета гражданской авиации Казахстана авиаэксперт Серик Мухтыбаев, пилоты самолёта из-за отказа гидравлических систем, скорее всего, пытались управлять только тягой двигателя, что практически крайне сложно. В связи с этим, пилоты пытались выбрать наиболее оптимальную траекторию и место для посадки. По мнению Мухтыбаева, экипаж судна сделал всё возможное для того, чтобы посадить самолёт более-менее благополучно.
Комментируя манёвры, которые самолет выполнял над аэропортом Актау, пилот авиакомпании «Азербайджанские авиалинии» с 15-летним стажем Сархан Магеррамов пояснил, что они не были случайными и основной целью пилотов в это время было сбросить топливо, объём которого составлял 10-15 тонн. Эти действия, по словам Магеррамова, позволили снизить вес судна и облегчить посадку. Комментируя же фразу погибшей стюардессы Хокумы Алиевой, прозвучавшую на видео из салона, о том, что 20 человек должны пройти вперёд, Магеррамов объяснил, что это было сделано по указанию пилота, так как стабильность самолёта была нарушена настолько, что капитан дал распоряжение переместить пассажиров вперёд, чтобы восстановить баланс. Это решение, согласно Магеррамову, позволило частично стабилизировать положение самолёта и представляет собой пример высокого профессионализма экипажа.
28 декабря возглавляющий правительственную комиссию по расследованию причин авиакатастрофы вице-премьер Казахстана Канат Бозумбаев заявил, что потерпевший крушение самолёт получил повреждения за пределами Казахстана.
| Время (UTC) | Информация о рейсе с онлайн-сервиса Flightradar24                                                                     |
| ----------- | --- |
| 03:55       | Вылет из аэропорта Баку                                                                                               |
| 04:25       | Прекращение поступления точных данных ADS-B о местоположении судна в районе города Каспийск. Значительные помехи GPS. |
| 04:25—04:37 | Полное прекращение передачи данных о местоположении судна. Продолжение отправки данных о курсе                        |
| 04:37—04:40 | Поступление приблизительных и ошибочных координат судна к северо-западу от Владикавказа                               |
| 04:40—05:03 | Никакие данные от самолёта не получены                                                                                |
| 05:04—05:13 | Никакие данные от самолёта не получены                                                                                |
| 05:13—06:07 | Данные не содержали информацию о местоположении судна. Самолёт отправлял данные в ухудшенном режиме                   |
| 06:07       | Находясь над Каспийским морем, самолёт снова начал передавать координаты своего местонахождения                       |
| 06:28       | Передача данных прекращена на месте крушения близ аэропорта Актау                                                     |

### Действия населения и властей Казахстана после падения

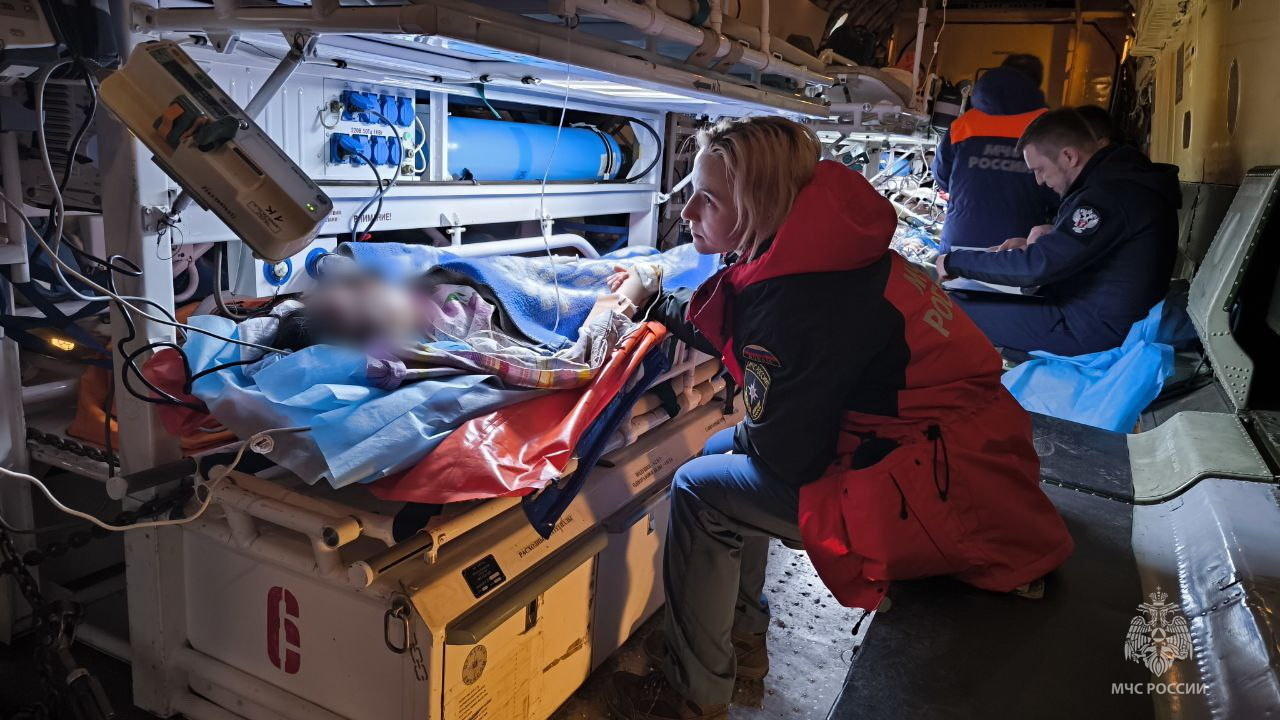
Транспортировка российских граждан, пострадавших при крушении авиалайнера рейса 8243, в Москву

В Казахстане для родных пострадавших в авиакатастрофе была открыта горячая линия. Жители Актау стали массово сдавать кровь для пострадавших в катастрофе. Несмотря на крушение, аэропорт Актау продолжил работу в обычном режиме, однако был задержан один рейс.

## Реакция

### В Азербайджане

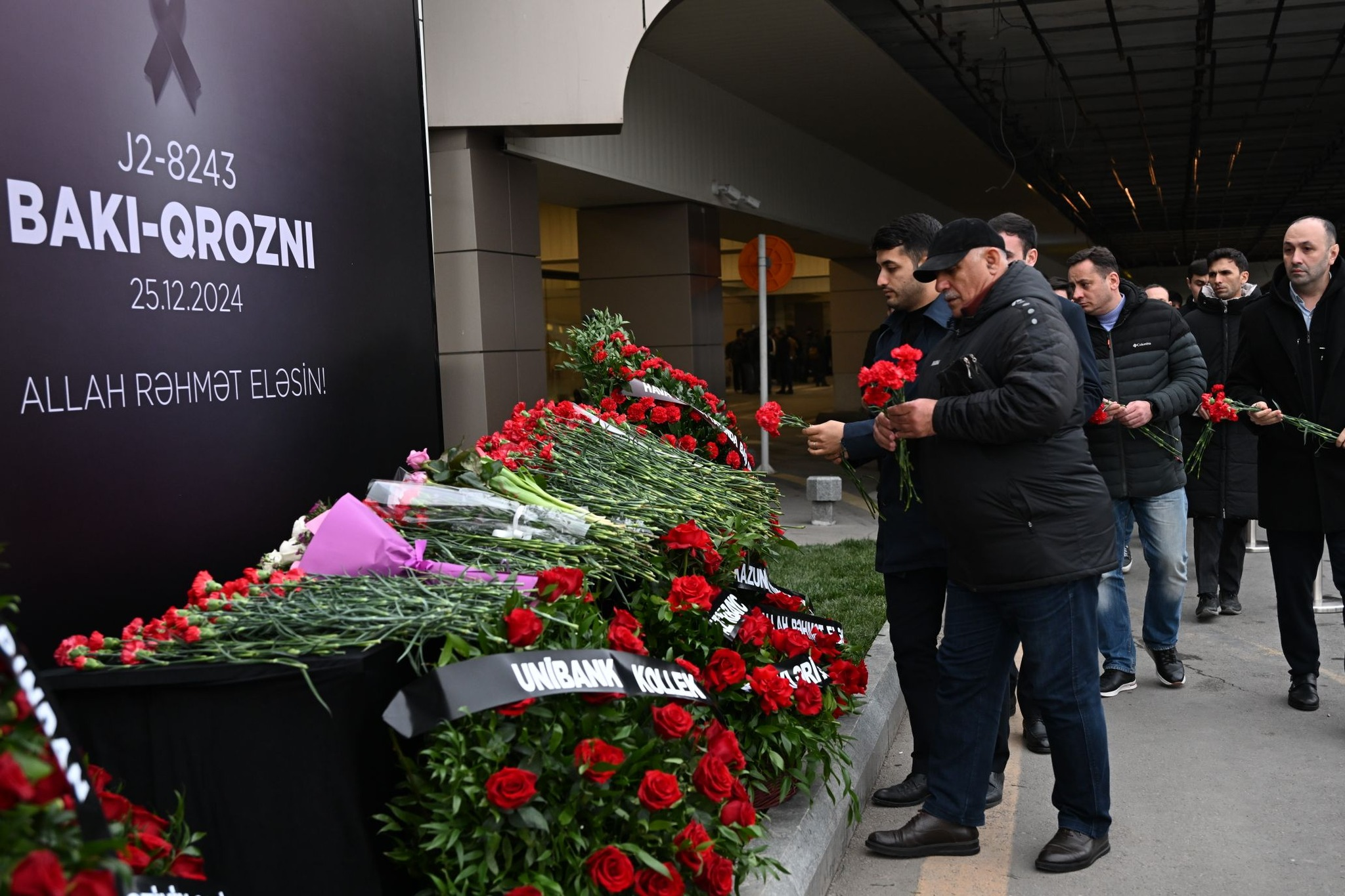
Возложение цветов к мемориалу в память о жертвах крушения. Международный аэропорт имени Гейдара Алиева в Баку

В связи с авиакатастрофой президент Азербайджана Ильхам Алиев, находясь на борту летевшего из Баку в Санкт-Петербург самолёта, прервал свой визит в Россию для участия в неформальном Саммите глав государств стран-членов СНГ и дал указание вернуться в Баку. 26 декабря в Азербайджане был объявлен днём траура. В международном аэропорту имени Гейдара Алиева в Баку был создан мемориальный уголок в память о жертвах катастрофы.
26 декабря решением Наблюдательного совета ЗАО «Азербайджанские авиалинии» каждому из пострадавших при крушении была назначена компенсация в 20 тысяч манатов, а семье каждого из погибших — компенсация в размере 40 тысяч манатов.
Депутат парламента Азербайджана Расим Мусабеков потребовал от России извинений из-за крушения самолёта. На следующий день пресс-секретарь президента РФ Дмитрий Песков заявил на брифинге, что Кремль в курсе заявлений из Баку о том, что России следовало бы извиниться из-за крушения самолёта, но «не вправе давать оценок» до завершения расследования причин катастрофы.
29 декабря на фоне крушения самолёта Кабинет министров Азербайджана ужесточил миграционные правила для россиян и постоянно проживающих в России лиц без гражданства, ограничив максимальный срок их безвизового пребывания в стране 90 днями в году. Официально МИД Азербайджана обосновал это необходимостью зеркальных мер в ответ на ужесточение требований к продолжительности безвизового пребывания иностранцев в России.

### В России
25 декабря во время расширенного совещания по итогам года глава Чеченской Республики Рамзан Кадыров наградил медалью «За заслуги перед Чеченской Республикой» племянника, секретаря Совбеза Чечни Хамзата Кадырова, который сообщил об уничтожении всех целей над Чечнёй в день крушения самолёта из Баку. Телеканал «Настоящее время» в своей публикации обратил внимание на то, что это была как минимум четвертая атака БПЛА на республику за декабрь 2024 года, но, в отличие от всех предыдущих, глава Чечни её никак не прокомментировал.
В тот же день президент России Владимир Путин заявил, что к месту катастрофы вылетает самолёт МЧС РФ с медперсоналом и оборудованием для оказания помощи и высказал свои соболезнования Азербайджану.
26 декабря в правительстве Чечни объявили о поручении главы республики Рамзана Кадырова оказать финансовую помощь родственникам погибших и пострадавших пассажиров. Азербайджанские СМИ со ссылкой на источники в администрации президента Азербайджана сообщили, что Азербайджан отверг данное предложение и будет добиваться признания факта сбития самолёта российским ПВО, а также принесения извинений и выплаты соответствующих компенсаций.
28 декабря в Чеченской Республике объявлено днем траура по указу главы республики Рамзана Кадырова.

### В третьих странах
Свои соболезнования выразили президенты Казахстана Касым-Жомарт Токаев, Кыргызстана Садыр Жапаров, Беларуси Александр Лукашенко, а также ряд лидеров и посольств других стран.
29 декабря пилоты самолёта авиакомпании Uzbekistan Airways, выполнявшего рейс HY9701 Ташкент—Грозный, сделали два круга над Актау в память о жертвах крушения воздушного судна Embraer E190.

### Телефонные разговоры между президентами Азербайджана и России
28 декабря, на третий день после катастрофы, по инициативе российской стороны состоялся телефонный разговор президентов России и Азербайджана. Президент Азербайджана Ильхам Алиев во время разговора заявил, что пассажирский самолёт «Азербайджанских авиалиний», находясь в воздушном пространстве России, «подвергся внешнему физическому и техническому воздействию извне и полностью потерял управление, был направлен в казахстанский город Актау и смог совершить аварийную посадку только благодаря храбрости и профессионализму пилотов». Алиев отметил, что «на фюзеляже самолета имеются многочисленные пробоины, пассажиры и члены экипажа, еще находясь в воздухе, получили ранения от посторонних частиц, пробивших обшивку и попавших в салон самолета, и что свидетельства выживших бортпроводников и пассажиров самолета подтверждают факт внешнего физико-технического воздействия». Президент России Владимир Путин извинился перед Ильхамом Алиевым за то, что «трагический инцидент произошел в воздушном пространстве России», заявив, что в это время Грозный, Моздок и Владикавказ атаковали украинские боевые беспилотные летательные аппараты, упомянув также работу российского ПВО, но не признав, что именно это стало причиной падения лайнера.

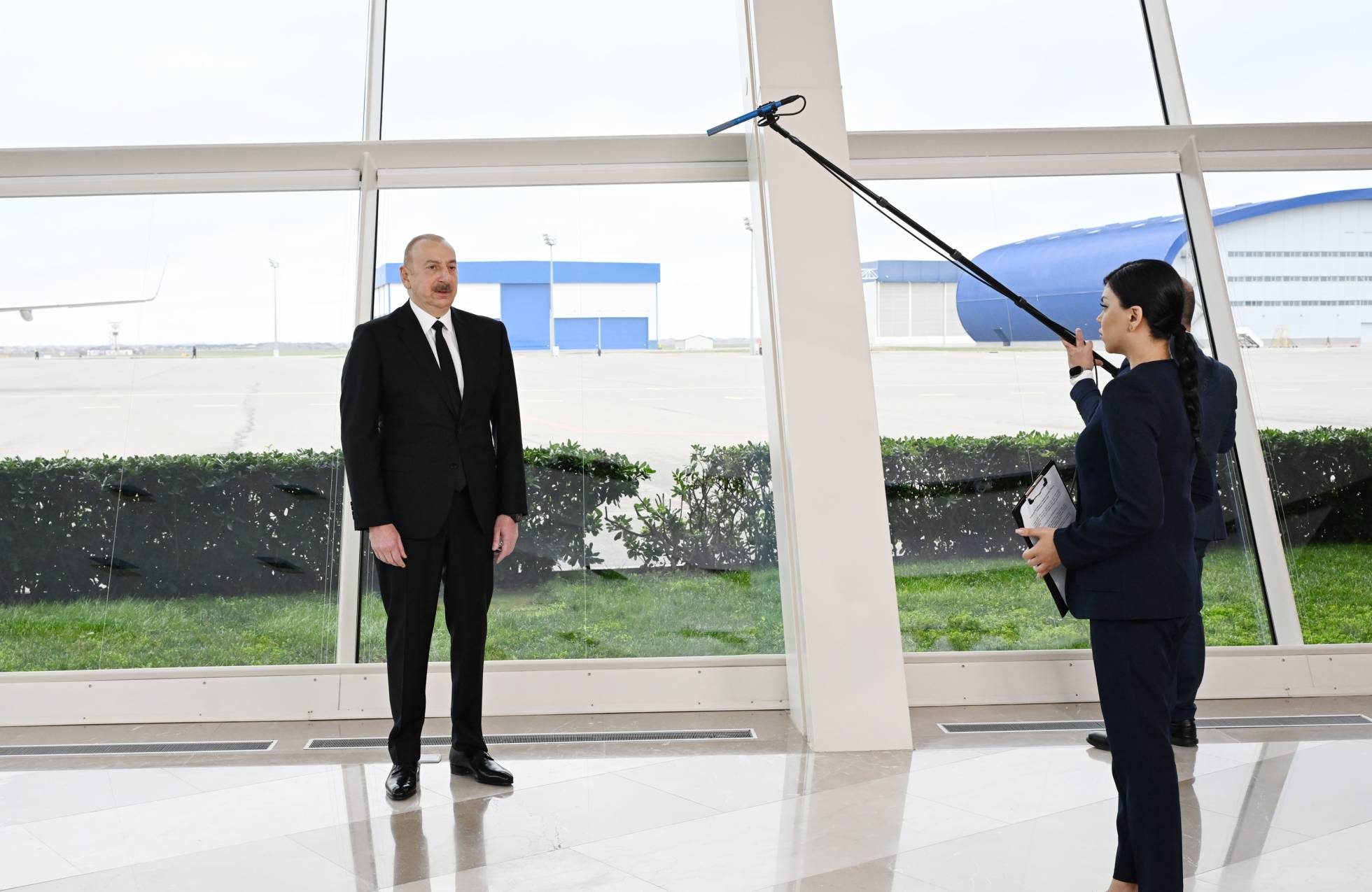
Президент Азербайджана Ильхам Алиев даёт интервью Азербайджанскому телевидению. 29 декабря 2024 года

На следующий день президент Азербайджана в интервью Азербайджанскому телевидению заявил, что самолёт «был приведён в неуправляемое состояние средствами радиоэлектронной борьбы», что стало первым повреждением, затем в результате обстрела с земли сильно пострадала хвостовая часть судна, при этом добавив, что самолёт был сбит не специально, но российской стороне следовало бы своевременно признать свою вину в инциденте и принести извинения Азербайджану. Он также выразил сожаление из-за того, что российские официальные структуры первые 3 дня выдвигали только «бредовые» версии (в частности о взрыве какого-то газового баллона), что, по его словам, показало, что «российская сторона хочет замять вопрос». По словам Алиева, он ещё 27 декабря требовал от России извинений перед Азербайджаном, признания своей вины, наказания виновных и привлечения их к уголовной ответственности, а также компенсаций азербайджанскому государству, пострадавшим пассажирам и членам экипажа, как того требуют «международный опыт и принципы нормального человеческого поведения». Вслед за этим телеобращением Алиева Путин, по данным пресс-службы Кремля, снова позвонил в Баку для обсуждения вопросов, связанных с последствиями авиакатастрофы.

### Приостановление полётов в Россию и из России
Сразу после крушения «Азербайджанские авиалинии» заявили о приостановлении выполнения рейсов Баку — Грозный — Баку и Баку — Махачкала — Баку до завершения расследования. Государственное агентство гражданской авиации Азербайджана запретило вылеты из Азербайджана в ряд городов России 27 декабря. Из соображений безопасности AZAL приостановила полёты ещё в восемь российских городов с 28 декабря и до окончания расследования: Минеральные Воды, Сочи, Волгоград, Уфа, Самара, Саратов, Нижний Новгород и Владикавказ. 29 декабря «Азербайджанские авиалинии» отменили рейс из Казани в Баку в связи с «возможными рисками и результатами предварительного расследования», а 8 января 2025 года полностью приостановили полёты между Баку и Казанью на неопределённое время. Также в связи с тем, что авиационные власти Азербайджана отозвали разрешение на полёты, российская авиакомпания «Азимут» прекратила осуществлять рейсы из Сочи и Минеральных вод в Азербайджан.
Национальный авиаперевозчик Израиля El Al также приостановил полёты в Россию, рейсы между Тель-Авивом и Москвой не будут выполняться в течение ближайшей недели. «На следующей неделе будет проведена повторная оценка ситуации, после чего будет принято решение о возобновлении рейсов», — сообщили в пресс-службе компании.
Авиакомпания Flydubai объявила о временной отмене рейсов из Сочи и Минеральных Вод в Дубай.
Авиакомпания Qazaq Air приостановила полёты в отдельные аэропорты России из соображений безопасности.
«Туркменские авиалинии» приостановили полёты между Ашхабадом и Москвой до конца января 2025 года.

## Расследование
Для расследования крушения в Казахстан прибыли специалисты Центра расследования и предотвращения авиационных происшествий Бразилии (CENIPA) и Межгосударственного авиационного комитета (МАК), но от помощи МАК Азербайджан отказался, объяснив это решение тем, что не уверен в объективности МАК, поскольку в нём доминируют представители России.
По факту крушения Embraer E190 под Актау, Генпрокуратура Азербайджана завела уголовные дела по статьям 262.3 УК АР (нарушение правил безопасности движения и эксплуатации воздушного транспорта, повлёкшее по неосторожности смерть двух или более лиц) и 314.3 УК АР (халатность), правоохранительные органы Казахстана завели уголовное дело по статье 345 УК РК (нарушение правил безопасности при эксплуатации транспортного средства, повлёкшее по неосторожности смерть двух или более лиц), и Следственный комитет РФ завёл уголовное дело по статье 263 УК РФ (нарушение правил безопасности движения и эксплуатации воздушного транспорта).

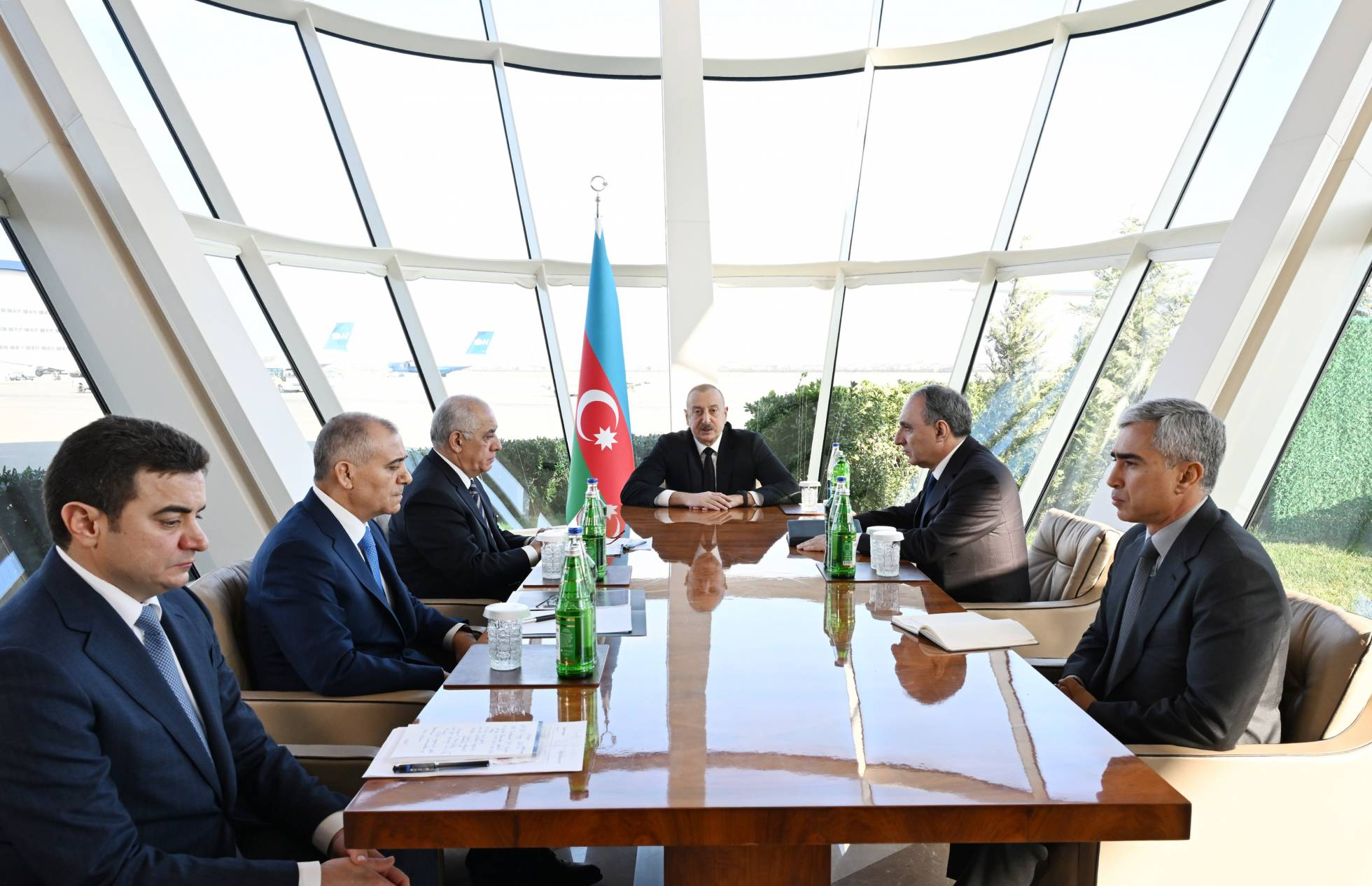
Президент Азербайджана Ильхам Алиев проводит совещание в связи с авиакатастрофой сразу после приземления в Международном аэропорту имени Гейдара Алиева

В соответствии с поручением президента Азербайджана Ильхама Алиева для расследования причин крушения самолёта была создана государственная комиссия, председателем которой был назначен премьер-министр Азербайджанской Республики Али Асадов. Правительственная комиссия по расследованию причин авиакатастрофы во главе с вице-премьером Канатом Бозумбаевым была создана также постановлением правительства Казахстана по поручению президента республики Касым-Жомарта Токаева.
Вечером того же дня на месте катастрофы был найден бортовой самописец. На следующий день было объявлено о находке второго бортового самописца.
По данным Кремля, два сотрудника Генеральной прокуратуры Азербайджана находятся в Грозном, где работают совместно с представителями Генеральной прокуратуры и Следственного комитета Российской Федерации. Также профильные службы России, Азербайджана и Казахстана плотно взаимодействуют на месте катастрофы в районе города Актау. 29 декабря председатель Следственного комитета Александр Бастрыкин провёл в Грозном совещание по расследованию авиакатастрофы. Уголовное дело о катастрофе было передано для расследования в Главное следственное управление СК России, была создана следственно-оперативная группа, в которую вошли следователи, криминалисты и эксперты, имеющие опыт расследования авиапроисшествий.
27 декабря Россия и Казахстан выдвинули предложение о том, чтобы инцидент расследовал Международный авиационный комитет СНГ, а также чтобы передать бортовые самописцы этому комитету, но, как сообщили источники в правительстве Азербайджана, официальный Баку отказался от этого предложения, потребовав, чтобы расследования инцидента и расшифровку «чёрного ящика» проводила международная группа экспертов и специалистов Embraer. В телефонном разговоре с Путиным на следующий день Алиев отметил, что по инициативе Азербайджана была сформирована группа международных экспертов для расследования крушения судна и что она уже приступила к работе. По словам Бозумбаева, Казахстан привлёк к расследованию 17 международных экспертов: 6 — из Азербайджана, 2 — от Embraer, 3 — из бразильского CENIPA, 3 — от Межгосударственного авиационного комитета и 1 — от ИКАО, была назначена комплексная судебно-трасологическая, баллистическая и взрывотехническая экспертизы.
30 декабря стало известно, что власти Казахстана отправили бортовые самописцы с самолёта в Бразилию для доставки в Центр расследования и предотвращения авиационных происшествий (CENIPA). 2 января сообщалось, что чёрные ящики самолёта прибыли в Бразилию для анализа. В этот же день стало известно, что специалисты в CENIPA уже начали исследовать данные с самописцев. 15  января 2025 появилась предварительная расшифровка переговоров пилотов и диспетчеров.
24 января 2025 года азербайджанские СМИ подтвердили результаты расследования, проведенного в России, которое показало, что воздушное судно было сбито системой противовоздушной обороны (ПВО) «Панцирь-С1». Сообщается, что эта система была доставлена в Россию из Сирии. В ходе расследования было установлено, что против самолета применялись средства радиоэлектронной борьбы, и российская сторона определила как личности тех, кто открыл огонь по самолету, так и тех, кто отдавал приказы.

### Версии

#### Поражение средствами ПВО

Характерные отверстия в хвостовой части обломков самолёта, которые, как отмечают эксперты, могли быть вызваны поражающими элементами ракет средств ПВО

Среди версий крушения — поражение самолёта средствами ПВО — ряд СМИ указали на обстоятельства, указывающие на поражение самолёта средствами ПВО (пробоины в обшивке, повреждения двигателя, заметные на видеосъёмке из салона незадолго до падения). Источники тех, кто расследует крушение, заявили Euronews, что пассажиры самолёта, приближаясь к Грозному, слышали звуки взрыва вместе с ударом о самолёт шрапнели, которая позже попала в фюзеляж. Также сообщалось, что утром 25 декабря на аэропорт Грозного была совершена атака украинских беспилотников, против которых и работала система ПВО. На следующий день после крушения азербайджанские правительственные источники подтвердили Euronews, что причиной крушения стала российская ракета класса «земля-воздух». Британская компания Osprey Flight Solutions, которая анализирует риски безопасности в авиационном секторе, также сообщила в предупреждении для авиакомпаний, что самолёт «вероятно, был сбит российской военной системой ПВО». Агентство Reuters сообщило, что один из азербайджанских источников, знакомых с ходом расследования, сообщил агентству, что предварительные результаты показали, что самолёт был поражён российской системой ПВО «Панцирь-С», а его системы связи были парализованы системами радиоэлектронной борьбы на подлёте к Грозному. При этом некоторые российские военные эксперты отрицали причастность систем ПВО к крушению самолёта.
27 декабря, через два дня после авиакатастрофы, авиакомпания «Азербайджанские авиалинии» выступила с заявлением, в котором говорится, что по предварительным результатам расследования, к крушению самолёта привело «внешнее физическое и техническое вмешательство». О «внешнем вмешательстве» заявил и министр цифрового развития и транспорта Азербайджана Рашад Набиев. По его словам, именно к такому предварительному выводу пришли эксперты на основе анализа обломков самолёта и показаний свидетелей. Набиев заявил, что пострадавшие пассажиры и выжившие бортпроводники сообщили, что услышали звуки взрыва над Грозным. Пострадавшие граждане России также сообщили, что слышали три взрыва над Грозным. По их словам, звуки взрывов доносились снаружи, после чего что-то ударило по самолёту. По словам министра, на крыле самолёта видны следы отверстий, внутри судна есть повреждения фюзеляжа и следы от различных режущих предметов, один из бортпроводников даже получил ранение руки, а одна женщина — травмы руки и ноги. Тип вооружения, использованного при внешнем вмешательстве, согласно Набиеву, будет установлен следствием.
Отставной казахстанский военный и авиационный инженер Даулет Жумабеков заявил, что самолёт упал в результате внешнего воздействия, скорее всего, ракеты средств ПВО. По словам Жумабекова, повреждения фюзеляжа, включая сквозные отверстия малого диаметра на киле и стабилизаторе, вызывают именно взрывы ракеты средств ПВО, во время чего под разными углами разлетаются мелкие поражающие элементы. Судя по неустойчивому полёту, изменению высоты и направления полёта, у самолёта до падения, как отметил Жумабеков, появились явные проблемы с системами управления. Ссылаясь на снимки и видео, Жумабеков указал, что была поражена хвостовая часть самолёта, где находятся органы управления по углу курса (руль направления) и углу тангажа (управляемый стабилизатор). Версия о том, что повреждения образовались в результате взрыва на земле при падении, согласно эксперту, не выдерживает критики из-за их характера (множественные мелкие сквозные отверстия, почти перпендикулярные продольной оси самолёта).
По словам российского военного эксперта Яна Матвеева, самолёт был повреждён чем-то очень похожим на зенитную ракету и очень сложно предположить что-то иное без серьёзных доказательств. По словам Матвеева, в целом похоже, что хвостовая часть самолёта была повреждена какими-то осколками ракеты, вероятно, ракетой «Панцирь С-1» или какой-то зенитной системой с такими же небольшими ракетами, которые несут не очень большую боеголовку. 
Шведский авиационный эксперт Ян Ольссон в своём интервью местной газете Göteborgs-Posten заявил, что отверстия в фюзеляже самолёта свидетельствует о том, что самолёт был обстрелян, вероятно, зенитной ракетой. По словам Ольссона, отверстие в металлическом корпусе изогнуто внутрь, что говорит о том, что фактический удар пришёлся снаружи. Эксперт предположил, что была повреждена система гидравлики, что привело к дисбалансу и затруднило управление судном. На фотографиях, как отметил Ольссон, видно, что был произведён выстрел, в результате чего люк полностью открылся и вся гидравлическая жидкость, вероятно, утекла.
Отставной пилот и консультант по безопасности Джон Кокс также отметил, что существует всё больше доказательств, подтверждающих, что самолёт, скорее всего, находился в непосредственной близости от взрыва, и этот взрыв включал осколки. Так, по словам Кокса, тот факт, что кислородные маски внутри самолёта были развернуты, говорит о том, что в какой-то момент произошла разгерметизация. Неустойчивая траектория полёта говорит о том, что экипаж боролся за контроль над самолётом и имел ограниченный контроль, что было бы похоже на то, что случилось с рейсом United Airlines в Су-Сити. Фотографии же пробоин похожи на те, что были у самолёта, выполнявшего рейс 17 Malaysia Airlines. Всё это, как заявил Кокс, указывает на возможность того, что потенциально вблизи самолёта произошёл взрыв зенитной ракеты.
29 декабря президент Азербайджана Ильхам Алиев заявил, что первоначальные версии о том, самолёт получил повреждения извне на территории России, близ города Грозный, и практически потерял управление, достаточно обоснованы и опираются на факты.

#### Другие версии
Среди других версий причин крушения — столкновение с птицами или взорвавшийся на борту самолёта баллон. Предварительную версию о том, что якобы после столкновения с птицами на борту возникла «нештатная ситуация», и командир судна решил отправиться на запасной аэродром, сразу после авиакатастрофы озвучил пресс-секретарь Росавиации Артем Кореняко. Однако через несколько часов в соцсетях и СМИ стали появляться фотографии и видео хвостовой части самолёта, на которой видны повреждения, не свойственные столкновениям с птицами. При этом столкновения с птицами крайне редко приводят к крушениям с гибелью людей и самолёты при этом обычно сохраняют управляемость. Помимо этого, версия о стае птиц никак не объясняет появления характерных отверстий в обшивке самолёта. Военный и авиационный инженер Даулет Жумабеков заявил, что никакие птицы не способны оставить такие повреждения фюзеляжа, включая сквозные отверстия малого диаметра на киле и стабилизаторе. По его словам, при попадании в стаю птиц происходит отказ одного или более двигателей, и самолёт просто падает, а не летит на другой берег моря. О том же, что «на борту самолета взорвался баллон», заявили в управлении здравоохранения Мангистауской области. Выживший бортпроводник самолёта Зульфугар Асадов опроверг версию о взрыве баллона на борту самолёта. По его словам, никакие газовые баллоны не перевозились, и если бы взорвался даже простой газовый баллон, самолёт разлетелся бы на куски. По словам Асадова, ситуация возникла из-за удара снаружи. Информацию о якобы взрыве кислородного баллона опровергла и выжившая бортпроводница Айдан Рагимли. Заслуженный пилот Азербайджана Таир Агагулиев назвал версию со взрывом баллона абсурдной. По его словам, гидравлическая система самолёта была повреждена осколками взорвавшейся примерно в 10 метрах от судна ракеты.
Альтернативные версии о том, что причиной крушения якобы могло быть столкновение с птицами или взрыв кислородного баллона, изначально стали распространять российские государственные СМИ, такие как «Россия 1», но уже 27 декабря, когда появилось множество свидетельств о внешнем воздействии на самолёт, утренние выпуски федеральных телеканалов не стали уделять внимание версиям крушения самолёта. Позднее президент Азербайджана в своём интервью назвал звучащие от российских официальных структур версии, отличные от версии о сбитии судна, «бредовыми», что, по словам главы азербайджанского государства, открыто показывало, что «российская сторона хочет замять вопрос».